# Fours-en-Vexin
Fours-en-Vexin är en kommun i departementet Eure i regionen Normandie i norra Frankrike. Kommunen ligger i kantonen Écos som tillhör arrondissementet Les Andelys. År 2018 hade Fours-en-Vexin 195 invånare.

## Befolkningsutveckling
Antalet invånare i kommunen Fours-en-Vexin
Referens:INSEE